# Хенсон, Тим
Тим Хенсон (англ. Tim Henson; полное имя Тимоти Лэндон Хенсон, англ. Timothy Landon Henson; 19 ноября 1993, США) — американский гитарист-виртуоз. Получил широкую известность в качестве создателя, гитариста и фронтмена американской прогрессив-рок-группы Polyphia. Считается одним из лучших и самых влиятельных гитаристов 2010-х по версии Guitar World.

## Музыкальный стиль
В своих произведениях Хенсон сочетает виртуозную игру на гитаре и элементы современных жанров (поп-музыки, хип-хопа и трэпа). Тим считает себя последователем Джими Хендрикса. Любимые песни Хенсона, написанные Хендриксом, — «Little Wing» и «Voodoo Child (Slight Return)».

## В соцсетях
Тим Хенсон также прославился своими короткими музыкальными фрагментами и видеоуроками, которые он выкладывает в YouTube и Instagram, а также совместными работами с другими музыкантами-виртуозами. На январь 2023 года личный YouTube-канал Тима насчитывает свыше 91,8 млн просмотров, а Youtube-канал его коллектива Polyphia — более 297,7 млн просмотров.

## Дискография

### Polyphia
- Resurrect (2011)
- Inspire (2013)
- Muse (2014, ре-релиз 2015)
- Renaissance (2016)
- The Most Hated (2017)
- New Levels New Devils (2018)
- Remember That You Will Die (2022)

### Совместные работы
- Skyhaven — Liftoff (feat. Tim Henson and Scott LePage) (2016)
- Babymetal — Brand New Day (feat. Tim Henson and Scott LePage) (2019)
- Unprocessed — Real (feat. Tim Henson and Clay Gober) (2020)
- Internet Money — Block (2020)
- Chase Atlantic — Paranoid (гитарное соло) (2021)
- Unprocessed — Die On The Cross Of The Martyr (feat. Tim Henson and Scott LePage) (2023)
- Marcin, Tim Henson - Classical Dragon (2024)